# 비마달리기
비마, 비마달리기(monkey jump) 또는 비마끝내기는 선수 끝내기 행마의 하나로, 상대방 진영을 향해 2선에서 1선까지 눈목자 형태로 미끄러지며 침입하는 것이다.